# Olympische Jugend-Winterspiele 2020/Shorttrack

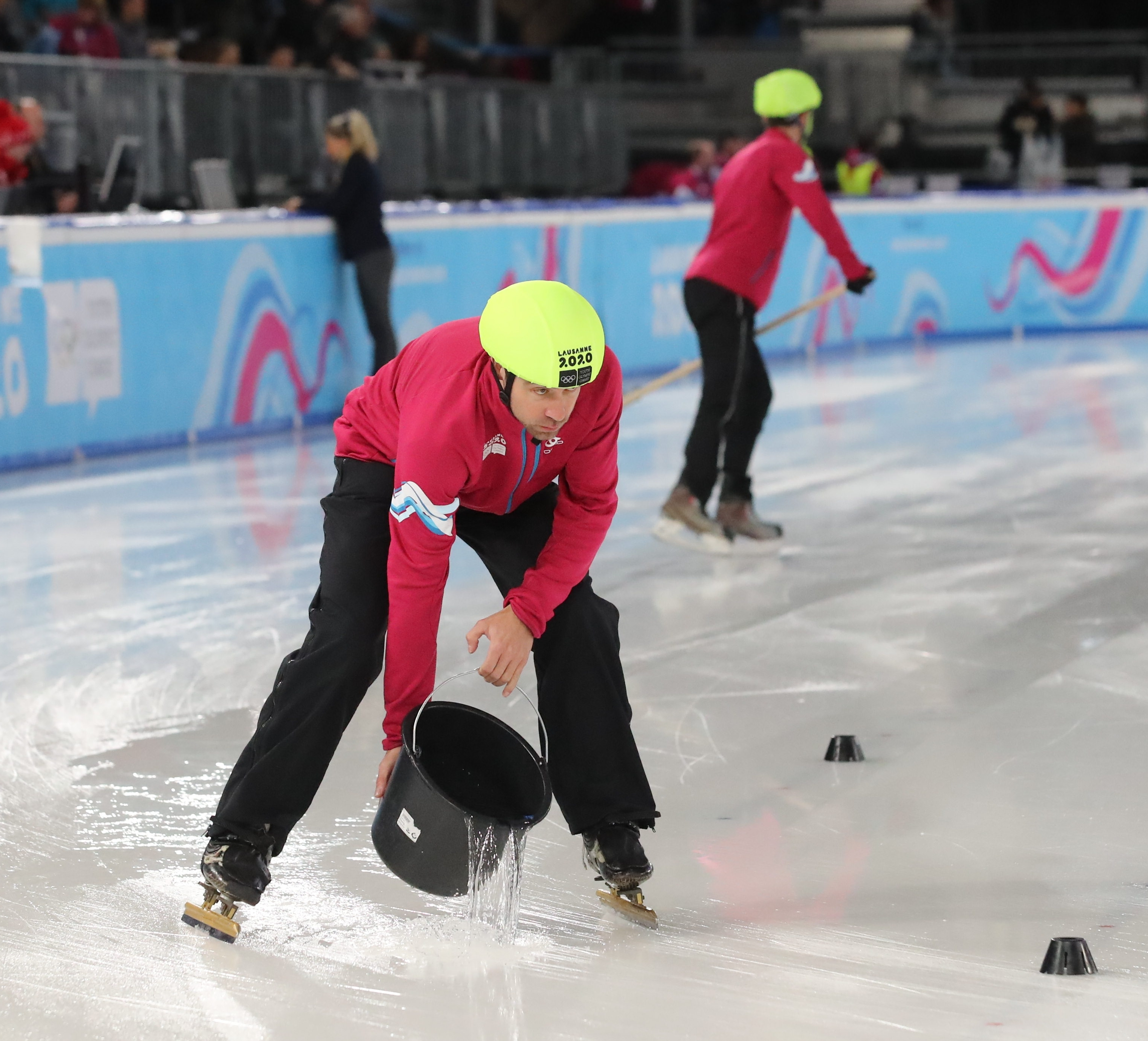
Eisaufbereitung

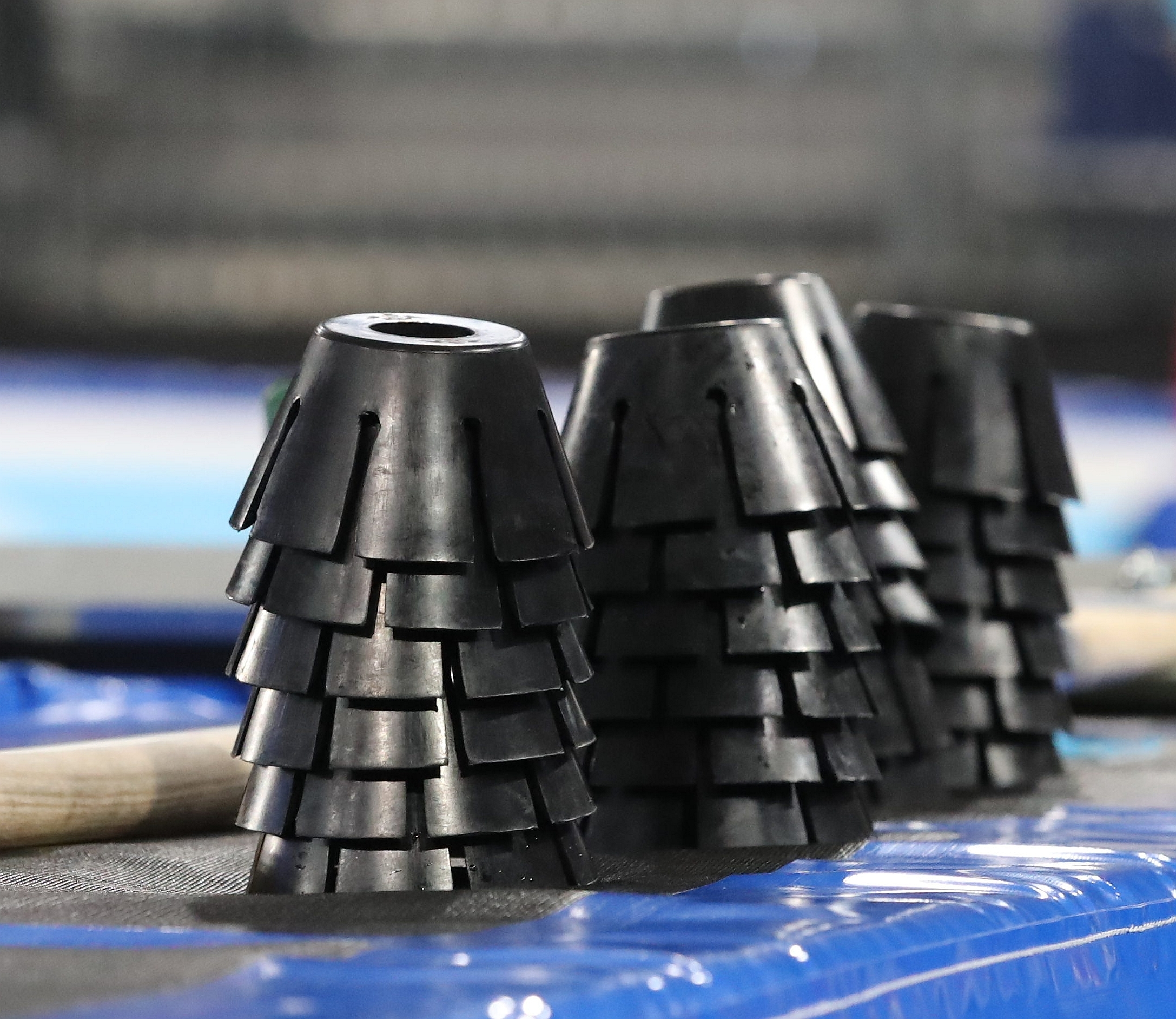
Hütchenstapel

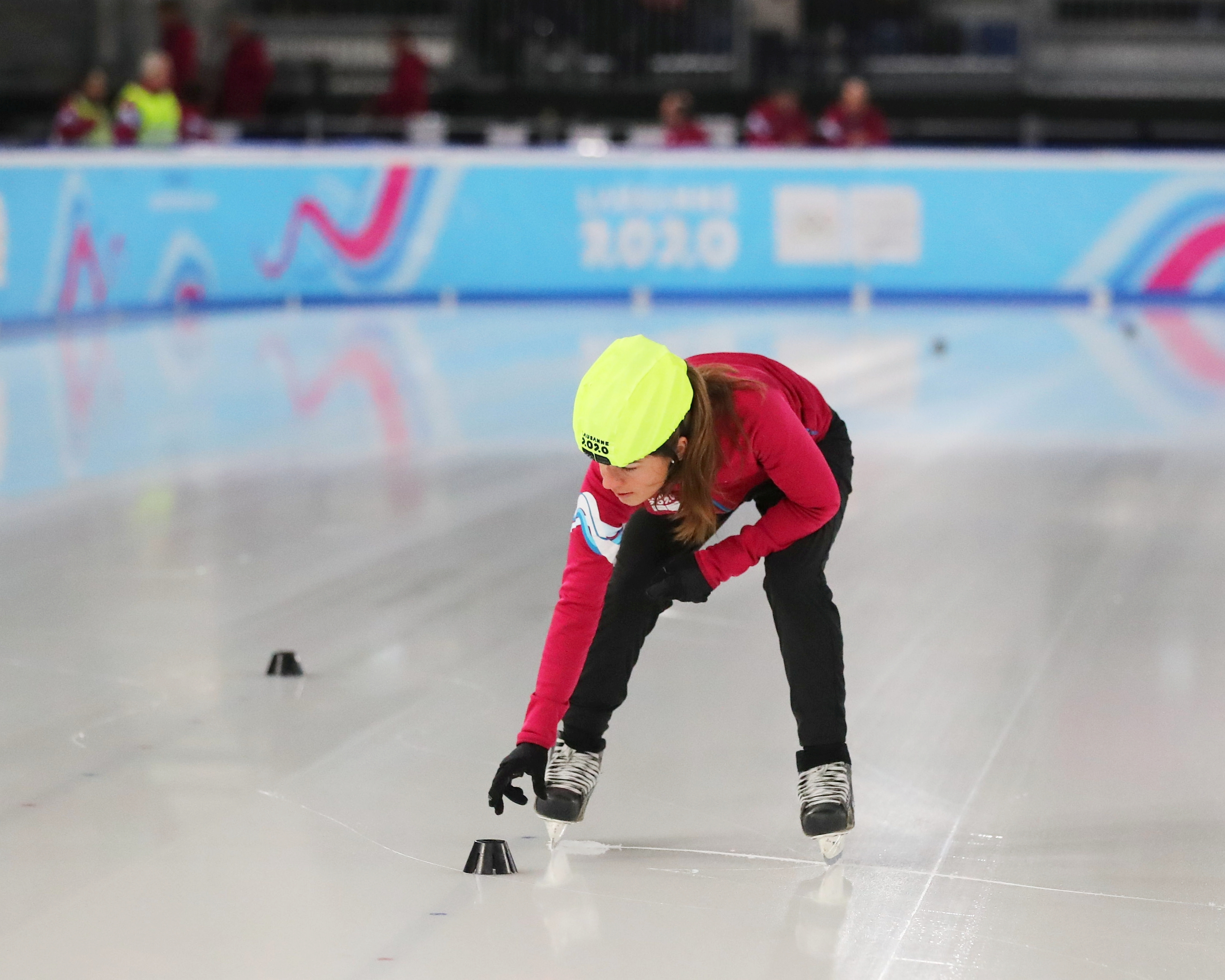
Platzierung der Hütchen auf dem Eis

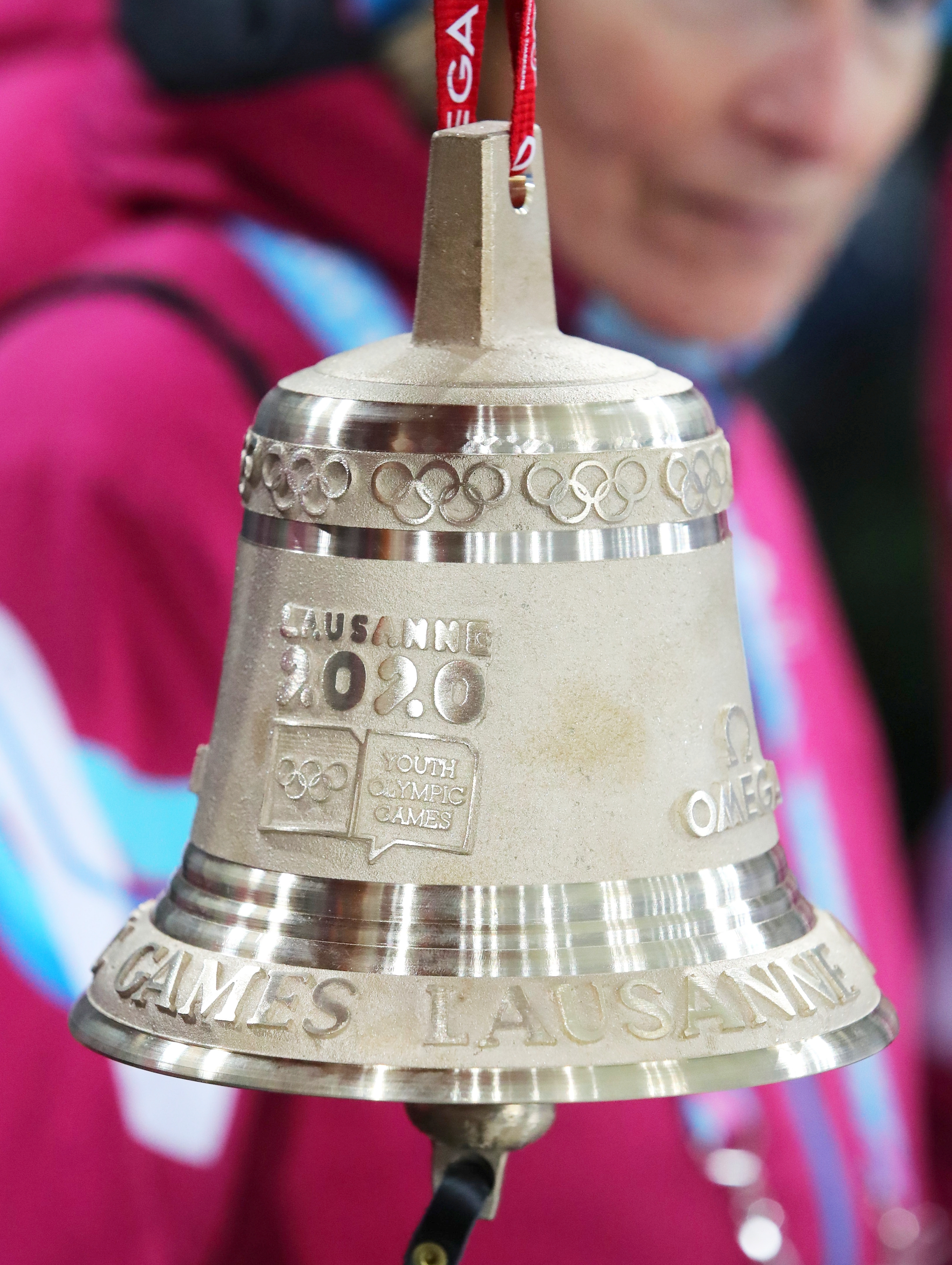
Olympische Glocke, die die letzte Runde einläutet

Bei den III. Olympischen Jugend-Winterspielen 2020 in Lausanne fanden fünf Wettbewerbe im Shorttrack statt. Austragungsort war das Patinoire de Malley 2.0 in Prilly.

## Zeitplan
| Zeitplan Shorttrack | Zeitplan Shorttrack | Zeitplan Shorttrack | Zeitplan Shorttrack | Zeitplan Shorttrack | Zeitplan Shorttrack |
| Wettbewerbe         | Januar              | Januar              | Januar              | Januar              | Januar              |
| Wettbewerbe         | 18.                 | 19.                 | 20.                 | 21.                 | 22.                 |
| ------------------- | ------------------- | ------------------- | ------------------- | ------------------- | ------------------- |
| Jungen 1000 m       |                     |                     |                     |                     |                     |
| Jungen 500 m        |                     |                     |                     |                     |                     |
| Mädchen 1000 m      |                     |                     |                     |                     |                     |
| Mädchen 500 m       |                     |                     |                     |                     |                     |
| Mixed-Staffel       |                     |                     |                     |                     |                     |
| Entscheidungen      | 2                   | 0                   | 2                   | 0                   | 1                   |

|  | Medaillenentscheidung |

## Bilanz

### Medaillenspiegel
| Platz  | Land                 | Gold | Silber | Bronze | Gesamt |
| ------ | -------------------- | ---- | ------ | ------ | ------ |
| 1      | Südkorea             | 4    | 3      | –      | 7      |
| 2      | Gemischte Mannschaft | 1    | 1      | 1      | 3      |
| 3      | Niederlande          | –    | 1      | –      | 1      |
| 4      | China                | –    | –      | 2      | 2      |
| 4      | Kanada               | –    | –      | 2      | 2      |
| Gesamt | Gesamt               | 5    | 5      | 5      | 15     |

### Medaillengewinner
| Disziplin      | Gold                                                            | Silber                                                        | Bronze                                                         |
| -------------- | --------------------------------------------------------------- | ------------------------------------------------------------- | -------------------------------------------------------------- |
| Jungen 500 m   | Lee Jeong-min                                                   | Jang Sung-woo                                                 | Zhang Tianyi                                                   |
| Jungen 1000 m  | Jang Sung-woo                                                   | Lee Jeong-min                                                 | Li Kongchao                                                    |
| Mädchen 500 m  | Seo Whi-min                                                     | Michelle Velzeboer                                            | Florence Brunelle                                              |
| Mädchen 1000 m | Seo Whi-min                                                     | Kim Chan-seo                                                  | Florence Brunelle                                              |
| Mixed-Staffel  | Team B Kim Chan-seo Diede van Oorschot Shōgo Miyata Jonathan So | Team G Julija Beresnewa Chang Hui Jang Sung-woo Gabriel Volet | Team A Olivia Weedon Seo Whi-min Thomas Nadalini Ethan De Rose |

## Ergebnisse

### Jungen 500 m
| Platz    | Land | Athlet            | Zeit (s) |
| -------- | ---- | ----------------- | -------- |
| Finale A |      |                   |          |
| 1        | KOR  | Lee Jeong-min     | 40,772   |
| 2        | KOR  | Jang Sung-woo     | 41,000   |
| 3        | CHN  | Zhang Tianyi      | 48,570   |
| 4        | RUS  | Wladimir Balbekow | 56,847   |
| Finale B |      |                   |          |
| 5        | RUS  | Daniil Nikolajew  | 42,266   |
| 6        | JPN  | Shōgo Miyata      | 42,386   |
| 7        | CHN  | Li Kongchao       | 42,419   |
| 8        | ITA  | Thomas Nadalini   | 42,553   |

Datum: 20. Januar 2020

### Jungen 1000 m
| Platz    | Land | Athlet            | Zeit (min) |
| -------- | ---- | ----------------- | ---------- |
| Finale A |      |                   |            |
| 1        | KOR  | Jang Sung-woo     | 1:33,531   |
| 2        | KOR  | Lee Jeong-min     | 1:33,646   |
| 3        | CHN  | Li Kongchao       | 1:33,851   |
| 4        | USA  | Jonathan So       | 1:33,896   |
| Finale B |      |                   |            |
| 5        | RUS  | Wladimir Balbekow | 1:36,157   |
| 6        | RUS  | Daniil Nikolajew  | 1:36,555   |
| 7        | NZL  | Ethan De Rose     | 1:36,893   |
| 8        | JPN  | Kosei Hayashi     | 1:36,969   |

Datum: 18. Januar 2020

### Mädchen 500 m
| Platz    | Land | Athletin           | Zeit (s) |
| -------- | ---- | ------------------ | -------- |
| Finale A |      |                    |          |
| 1        | KOR  | Seo Whi-min        | 43,483   |
| 2        | NED  | Michelle Velzeboer | 45,235   |
| 3        | CAN  | Florence Brunelle  | 45,314   |
| 4        | CHN  | Zhang Chutong      | PEN      |
| Finale B |      |                    |          |
| 5        | KOR  | Kim Chan-seo       | 45,327   |
| 6        | ITA  | Elisa Confortola   | 45,618   |
| 7        | SVK  | Petra Rusnáková    | 45,857   |
| 8        | USA  | Hailey Choi        | 46,185   |

Datum: 20. Januar 2020

### Mädchen 1000 m
| Platz    | Land | Athletin           | Zeit (min) |
| -------- | ---- | ------------------ | ---------- |
| Finale A |      |                    |            |
| 1        | KOR  | Seo Whi-min        | 1:29,439   |
| 2        | KOR  | Kim Chan-seo       | 1:29,538   |
| 3        | CAN  | Florence Brunelle  | 1:30,024   |
| 4        | RUS  | Julija Beresnewa   | 1:30,115   |
| 5        | SVK  | Petra Rusnáková    | 1:30,221   |
| Finale B |      |                    |            |
| 6        | CHN  | Zhang Chutong      | 1:33,580   |
| 7        | NED  | Michelle Velzeboer | 1:33,773   |
| 8        | ITA  | Elisa Confortola   | 1:34,061   |
| 9        | TPE  | Chang Hui          | 1:34,150   |

Datum: 18. Januar 2020

### Mixed-Staffel
| Platz    | Land                                                                        | Athleten                                                                 | Zeit (min) |
| -------- | --------------------------------------------------------------------------- | ------------------------------------------------------------------------ | ---------- |
| Finale A |                                                                             |                                                                          |            |
| 1        | MIX                                                                         | Team B Kim Chan-seo Diede van Oorschot Shōgo Miyata Jonathan So          | 4:12,378   |
| 2        | MIX                                                                         | Team G Julija Beresnewa Chang Hui Jang Sung-woo Gabriel Volet            | 4:12,972   |
| 3        | MIX                                                                         | Team A Olivia Weedon Seo Whi-min Thomas Nadalini Ethan De Rose           | 4:16,115   |
| 4        | MIX                                                                         | Team F Barbara Somogyi Elisa Confortola Félix Pigeon Wladimir Balbekow   | 4:22,471   |
| Finale B |                                                                             |                                                                          |            |
| 5        | MIX                                                                         | Team H Zhang Chutong Hailey Choi Lee Jeong-min Natthapat Kancharin       | 4:15,234   |
| 6        | MIX                                                                         | Team C Florence Brunelle Anna Ruysschaert Kosei Hayashi Daniil Nikolajew | 4:16,893   |
|          | MIX                                                                         | Team E Haruna Nagamori Petra Rusnáková Li Kongchao Julian Macaraeg       | PEN        |
| MIX      | Team D Michelle Velzeboer Jenell Berhorstt Zhang Tianyi Sanschar Schanissow | PEN                                                                      |            |

Datum: 22. Januar 2020